# Invasión a Guantánamo
Durante la llamada Guerra de los Diez Años en el proceso de independencia de Cuba de España en el siglo XIX, la necesidad determinante de extender el teatro de operaciones militares hacia aquellas zonas todavía no incorporadas, se expresa en la invasión a Guantánamo, en 1871. 
Dicha región constituía un baluarte del integrismo, gracias a su economía cafetalera.

## Invasión
La operación estaba dirigida por Máximo Gómez, que dedicó un tiempo previo a organizar sus tropas. Designó a Calixto García para comandar la región de Santiago, protegiendo así su retaguardia; dividió sus tropas en cuatro grupos o columnas, poniendo al frente de las mismas a militares de alta capacidad: Antonio Maceo, Guillermo Moncada, Silverio del Prado y Francisco Borrero. 
La invasión comenzó en agosto de 1871. Soldados españoles y grupos montoneros ofrecieron una feroz resistencia a la invasión. Los colonialistas superaban con creces el número total de los insurrectos, y se hallaban mucho mejor apertrechados. 
Pero la capacidad del jefe mambí, el apoyo que le brindaron sus oficiales y la decisión de las tropas independentistas de arrasar con toda la oposición en la región, permitieron el más rotundo éxito.
Combates como La Indiana, La Galleta, El Oasis, la destrucción de los cafetales e ingenios de los Montes Roux y Líbano; la ejecución de sanguinarios montoneros colonialistas, el desmembramiento del batallón español de San Quintín, orgullo de la monarquía; la derrota experimentada por Arsenio Martínez Campos, jefe encargado de conducir los refuerzos a los soldados españoles de la región; hablan de la cruenta campaña desplegada por Máximo Gómez en la parte más oriental de la Isla.
A escasas semanas de comenzada, la invasión a Guantánamo se convirtió en un símbolo del poder insurgente mambí y una muestra fehaciente de la radicalidad del proceso independentista cubano.
- Datos: Q5919456